# قلعة بغداد

واجهة قلعة بغداد الأمامية المطلة على ساحة الميدان

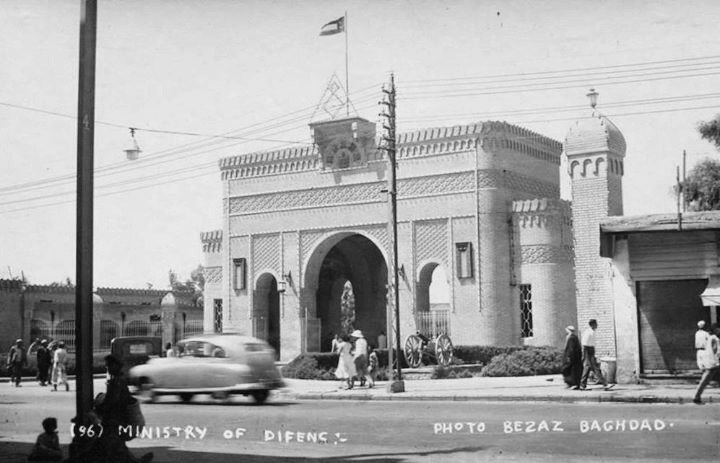
بوابة وزارة الدفاع العراقية في الثلاثينيات

قلعة بغداد تقع قلعة بغداد الداخلية على الضفة الشرقية لنهر دجلة بالقرب من باب المعظم في محلة المخرم العتيقة، ومكانها اليوم بناية وزارة الدفاع العراقية.

## الموقع والشكل
موضع قلعة بغداد اليوم يشغل مبنى وزارة الدفاع العراقية في منطقة باب المعظم، حيث كانت تشغل مربعاً كبيراً من ركن المدينة في الزاوية الشمالية الغربية من سور بغداد المطل على الضفة الشرقية لنهر دجلة. أما الأضلاع الأخرى من القلعة فقد حصنت بالسور الذي يحتوي على أربعة أبراج إسطوانية قائمة في كل ركن من أسوارها، إضافة لوجود أبراج نصف دائرية موجودة بين كل ركنين من أركان السور. وهذا السور يفصل القلعة عن أحياء المدينة، ويمتد ليحيط بالقلعة من جهة النهر أيضاً. وكان يتوج السور وشرفات الأبراج ستارة مدرجة تشبه مبنى القشلة ولكن بتفاصيل أدق، إضافة إلى إحاطة الجزء العلوي للسور والأبراج بسلك معدني يعيق عملية التسلل إلى داخل القلعة، ويقابل القلعة من جهة البر قصر المجيدية (مدينة الطب حالياً) لا يفصل بينهما سوى شارع عريض، ويحدها من الجهة الشرقية شارع الرشيد ويحيط بها خندق ضيق بعمق (25) قدماً، لإعاقة الأعداء من الوصول إليها واختراقها. ويحكم المدينة باشا يكون عادة برتبة وزير وفيها مسكنه المطل على دجلة .

## تاريخ البناء
إن تاريخ إنشاء قلعة بغداد الداخلية يعود إلى أواخر حكم الأسرة التركمانية قوثيو في أواسط القرن التاسع الهجري، حيث اتخذها بكتاش خان والي بغداد سنة (1041-1048ه‍/1631-1638م) مقراً له. وذكر في خطط بغداد أن القلعة عُمِّرت زمن عبد الرحمن باشا والي بغداد سنة (1085ه‍/1674م) وأحكمت أبراجها. وكان الغرض منها تكون مقراً لحماية المدينة ومقراً لقصر الوالي. وبني السراي للجيش ملاصقاً للقلعة وأقام فيه درويش باشا، فاختلطت تسمية القلعة بالقشلة حيث كل بناية أصبحت مكملة للأخرى. إن المادة التي استخدمت في بناء القلعة هي مادة الآجر، واستخدم الحجر الأبيض في كساء السور الخارجي. وتشير بعض المصادر إلى إنها تشبه قلعة الموصل الداخلية (بالتركية ايچ قلعة) ومعناها القلعة الداخلية وأُنشئتا في نفس الفترة.

## التسمية
إن سبب تسميتها بالقلعة الداخلية لأنها أقيمت داخل المدينة وليس بسبب جدار سورها يتداخل ويتغلغل في المدينة. وفي أوائل القرن العشرين وضع الرحالة سارة وإرنست هرتسفلد خارطة لمدينة بغداد وضواحيها وعين عليها القلعة تحت اسم (قلعة الطوبجي) بدلاً من التسمية التي أطلقها عليها معظم الرحالة والمؤرخين العرب والأجانب بقلعة بغداد الداخلية. اما الرحالة كارستن نيبور الذي زار بغداد سنة (1250ه‍/1834م) ذكر انها قلعة صغيرة (أيج قلعة) تقع في الزاوية الشرقية من المدينة تستخدم متجر لبيع البارود.

## الأبواب
كان للقلعة أكثر من باب، منها باب رئيسي يفتح في النهار يطل على ساحة الميدان، وباب اخر سري يطل على نهر دجلة. وهو الذي تسلل منه بكر صوباشي أغلقه سليمان باشا الذي جدد بناء القلعة خلال حكمه إيالة بغداد. ويجاور القلعة ساحة مكشوفة تسمى الميدان أو ميدان الجيش اعد لتدريب القوات العسكرية، ويعتبر من أكبر الفضوات القائمة في بغداد مساحة وأهمية، حيث تعرض فيه الخيول للبيع، ويمتليء بالناس على اختلافهم للإستمتاع بشرب الشاي والقهوة والتدخين في مقاهي بغداد التي كانت محيطة بساحة الميدان، أضافة إلى انه الميدان العام لاستعراض الجيش وتنفذ فيه عقوبات الإعدام.

## الأوصاف
يوجد في داخل القلعة جامع عرف بجامع القلعة انشأه جلال الدين بن بهاء الدين في محلة السكة خانة الواقعة في القلعة واعتقد خطأ انه من بناء السلطان مراد الرابع. وكان الجيش الإنكشاري ومستودع الذخيرة والعدد الحربية ودار ضرب النقود(السكة خانة) والدواوين التركية للدولة وقصر الوالي وتكية وجامع وبيوت لسكنى الجيش ومستودع لارزاق الجنود ومخبز لخبز الصمون. وفي باب القلعة على يمين الداخل اليها يوجد مدفع صغير وضع للتحية العسكرية عند دخول الوالي أو قائد الجيش الانكشاري. وعند مغادرة السلطان مراد الرابع بغداد بعد ان فتحها وضع مدفعاً كبيراً طوله أربعة أمتار وقطر فوهته نصف متر عند بوابة القلعة يسمى من قبل الناس طوب أبو خزامة أستخدم هذا المدفع من قبل جنود السلطان مراد الرابع عند انتزاعه مدينة بغداد من سيطرة الفرس.

## الأحداث
لقد مرت احداث عديدة على بناء القلعة نلخصها بالآتي:
- سنة (1033ه‍/1623م) عجز الصوباشي عن الدفاع عن القلعة فدخلها الفرس بقيادة عيسى خان ومعه ألف فارس فسلط النار على الناس وشرد اطفالهم.[13]
- سنة (1043ه‍/1633م) طغى ماء دجلة فوصلت لبستان مجاور للقلعة فقام إسماعيل بن نجم ثغرة فدخلت الماء إلى القلعة وهدم ماتبقى من السور.[14]
- سنة (1048ه‍/1638م) عندما دخل السلطان مراد الرابع بغداد، حاصر القلعة، ونتيجة لهذا الحصار انفجر مخزن البارود فتهدمت اجزاء من القلعة.[15]
- سنة (1779م) حدثت ثورة من أهالي بغداد ضد الوالي حسن باشا الكركوكلي فإلتجأ إلى القلعة الداخلية فلما جن الليل هرب من الباب السري فعبر نهر دجلة إلى الكرخ خوفاً من الثوار.[16]
- سنة (1917م) دخلت القوات الإنكليزية بغداد خلال الحرب العالمية الأولى صعد ضابط بريطاني سطح القلعة ورفع علم بريطانيا فوقها، ولكن بعد خمس واربعين دقيقة نقل العلم ليرفع على ساعة القشلة لانه أكثر ارتفاعاً.[17]
- سنة (1922م) تم ترميم القلعة وانتقلت اليها وزارة الدفاع العراقية واتخذتها مقراً تدير منه شؤونها العسكرية. كما انتقلت اليها دائرة العينة منقولة من المخبز العسكري وأسست مستودعاتها فيها، ثم انتقلت اليها البطرية الثانية ودائرة المحاسبات وكتيبة الهاشمي.[18]
- سنة 1929م، نتيجة التوسع العمراني في بغداد تم هدم معظم مرافق القلعة بما فيها السور والابراج وباب القلعة المطل على ساحة الميدان، وما تبقى منها سور قائم إلى الوقت الحاضر ملاصقاً لجدار قاعة الشعب (التي عقدت فيها جلسات محكمة المهداوي سنة 1958م) و جامع الأزبك داخل مبنى وزارة الدفاع الحالية.[19]